# Romanos Alyfantis
Romanos Iasonas Alyfantis (in greco Ρωμανός Αλυφαντής?; 21 marzo 1986) è un nuotatore greco, specializzato nella stile rana e nei misti.

## Biografia
Ha rappresentato la Grecia ai Giochi olimpici estivi di Atene 2004 e Pechino 2008, senza riuscire a guadagnare medaglie.

## Palmarès
- Europei in vasca corta

Trieste 2005: bronzo nei 100 metri rana;
- Giochi del Mediterraneo

Almería 2005: argento nei 100 m rana
Pescara 2009: argento nei 200 m misti; bronzo nei 200 m rana;